# 拉尔夫·斯坦曼
拉尔夫·马文·斯坦曼（英語：Ralph Marvin Steinman，1943年1月14日—2011年9月30日），美国洛克菲勒大学的免疫学家和细胞生物学家。他在1973年提出了樹狀细胞的概念與其在後天免疫系統運作機制，其时他在赞威尔·A·科恩的实验室做博士後研究。2011年，史坦曼獲諾貝爾生理學或醫學獎一半獎項，以表揚他「發現樹狀細胞和其在後天免疫中的作用」，另一半獎項由布魯斯·比尤特勒與朱爾斯·霍夫曼平分。諾貝爾委員會於10月3日公布得獎名單，在這之前3天，史坦曼罹患胰腺癌病逝，因諾貝爾委員會維持授獎的決定，史坦曼成為繼埃里克·阿克塞爾·卡爾費爾特及道格·哈馬紹後，五十年來首位在去世後仍獲諾貝爾獎殊榮的學者。

## 生平
他出生在加拿大蒙特利尔的一个犹太人家庭，父母是Irving Steinman（1995年去世）和Nettie Steinman（née Takefman,1917年生），家中有四名子女。后来家庭搬到舍布魯克，在那里他父亲经营一家小型服裝店——"Mozart's"。在该地中学毕业后他回到蒙特利尔，与外祖父母Nathan和Eva Takefman一起生活。他先从麦吉尔大学获得科学学士，后来于1968年从哈佛大学医学院获得医学士学位（magna cum laude）。后在麻省总医院担任实习医师。
他的女儿表示在他获诺贝尔奖的前一周时，他曾开过类似的玩笑，他说：“我知道为了获得诺贝尔奖我须不得不坚持挺下来。因为他们不把奖授予逝世者。我要为此而挺住”。

## 荣誉
他因对树突状细胞的研究获得一系列奖项和荣誉，他于2001年成为美国科学院院士，2002年成为美国医学研究所成员。他一生获得过许多荣誉：
- 1998年 – 威廉·科利奖/William B. Coley Award（癌症研究机构）
- 1999年 – Robert Koch Prize
- 2003年 – 盖尔德纳基金会国际奖/Gairdner Foundation International Award
- 2007年 – 拉斯克奖基础医学研究奖
- 2009年 – Albany Medical Center Prize（与布魯斯·比尤特勒和查尔斯·迪纳雷罗[18]）
- 2011年 – 諾貝爾生理學或醫學獎（与布魯斯·比尤特勒與朱爾斯·霍夫曼分享）